# Dermascheletro
Il dermascheletro è un aggregato di piastre ossee e calcaree presenti in alcuni vertebrati e negli echinodermi,che si forma in corrispondenza dei connettivi cutanei o sottocutanei, formato sia da piastre collegate fra loro sia da singoli cristallini (spicole) indipendentemente diffusi e più o meno addensati e strutturati al di sotto dell'epidermide.